# بسان (أرومية)
بسان هي قرية في مقاطعة أرومية، إيران. يقدر عدد سكانها بـ 354 نسمة بحسب إحصاء 2016.